# Aniela Gut-Stapińska
Aniela Gut-Stapińska z domu Orawiec (ur. 1898 w Poroninie, zm. 1954 w Zakopanem) – działaczka kulturalna, poetka, nowelistka i folklorystka podhalańska.
Pochodziła z rodu Orawców, jednego z najstarszych i najbardziej zasłużonych w Poroninie. Była córką Jakuba ps. „Dewaj” i pochodzącej z Zakopanego Bronisławy, z domu Łukaszczyk. Miała sześcioro rodzeństwa: Helenę, Marię, Ludwikę, bliźniaki Bronisława i Bronisławę oraz Franciszka (pułkownik, dowódca 2. Pułku Strzelców Podhalańskich, zamordowany Katyniu w 1940). Jej kuzynem był Franciszek Łukaszczyk). Podobnie jak reszta rodzeństwa, otrzymała od ojca dom, pensjonat nazwany Marluan od imion jego córek (Aniela zamieszkała w nim z siostrą Anielą). W czasie II wojny światowej pensjonat stanowił punkt przerzutowy Związku Walki Zbrojnej; od stycznia 1940 ukrywał się w nim żołnierz, Franciszek Gajowniczek, który wkrótce został aresztowany przez gestapo, a wraz z nim ciotka Bronisławy Helena i ojciec Bronisław (w wyniku starań rodziny później uwolnieni, zaś Gajowniczek trafił do obozu koncentracyjnego Auschwitz-Birkenau, gdzie w sierpniu 1941 oddał za niego życie święty Maksymilian Maria Kolbe).
Jej pierwszym mężem był malarz Władysław Stapiński (1897–1943). W 1945 wyszła za mąż za prawnika Jana Guta, z którym wspólnie działali w konspiracji podczas okupacji. Po wojnie adoptowała osieroconego syna swojego brata Franciszka, Jerzego, późniejszego reżysera filmów dokumentalnych.
Była szczególnie aktywna w okresie międzywojennym. Drukowała w prasie krajowej poezje i wiele artykułów o folklorze góralskim. Po wojnie autorka słuchowisk radiowych i sztuk teatralnych, takich jak: Powrót Staszka Króla z obozu, Młody las, Życie twarde, a także nowel: Inksy świat (1949) i Krokusy (1956). Jej wiersze opublikowano w antologii Poezja młodego Podhała, zaś nowele i gawędy w zbiorach Inksy świat i Krokusy.
Zmarła podczas przerwy w spektaklu w kuluarach zakopiańskiego teatru "Morskie Oko". Została pochowana na Pęksowym Brzyzku w Zakopanem (kw. P-I-30).

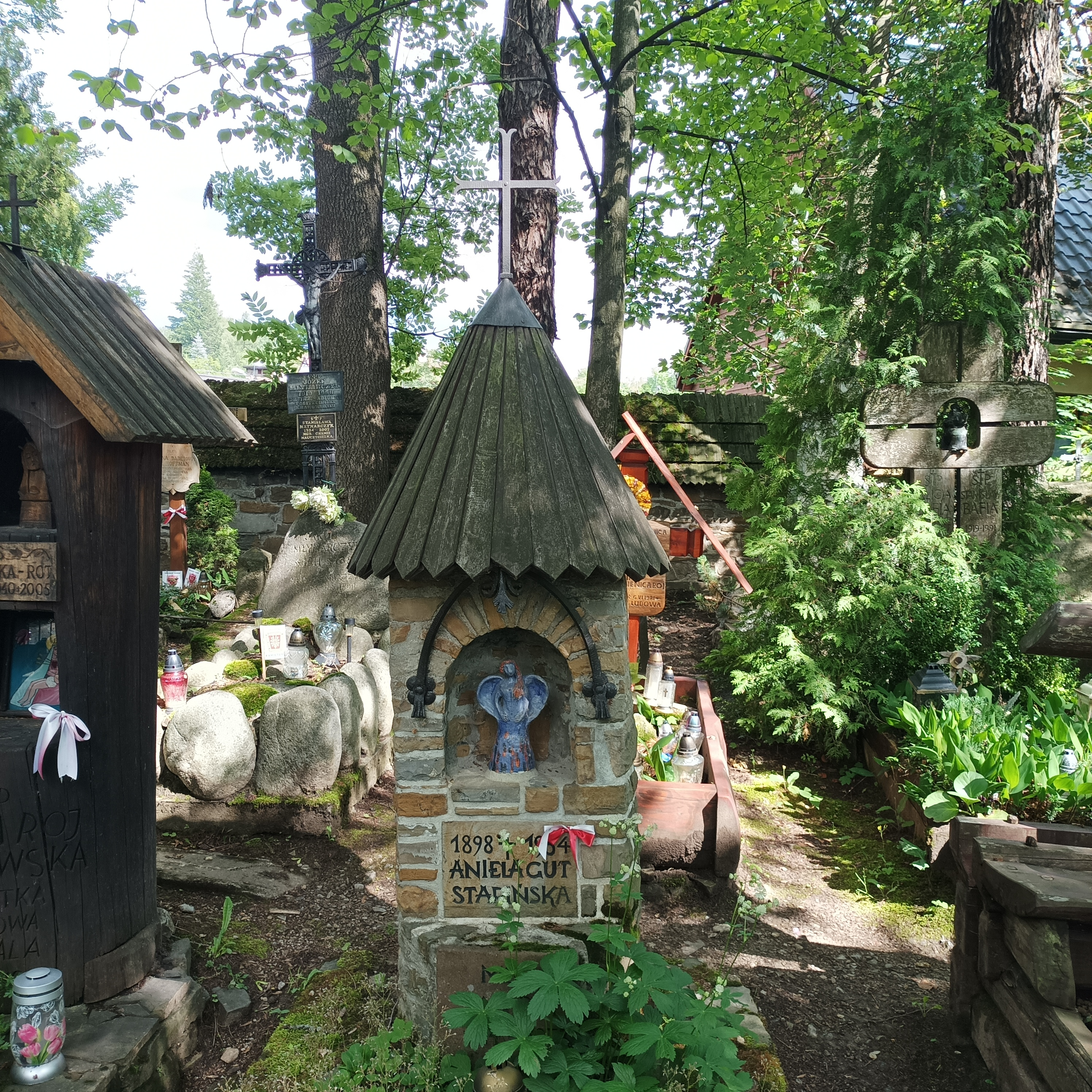
Grób Anieli Gut-Stapińskiej na Cmentarzu Zasłużonych na Pęksowym Brzyzku